# Ferdinand Wolsegger
Ferdinand Wolsegger, född 11 oktober 1880 i Gottschee, död 1 februari 1959 i Innsbruck, var en gottscheetysk jurist och nazistisk politiker.

## Biografi

### Andra världskriget
Den 1 september 1939 anföll Tyskland sin östra granne Polen och den 26 oktober inrättades Generalguvernementet, den del av Polen som inte inlemmades i Tyska riket. Wolsegger avlöste i januari 1942 Otto Wächter som guvernör för distriktet Krakau. Under senare hälften av 1942 var Wolsegger verksam i Kärnten och 1943 blev han regeringspresident i Operationszone Adriatisches Küstenland (OZAK) och ställföreträdare åt Friedrich Rainer, som var "Oberster Kommissar".